# Ариусы
Ариусы, или морские сомы (лат. Arius) — род лучепёрых рыб из семейства ариевых. В состав рода включают 25 видов.

## Распространение
Обитают в водах Восточной Африки и Юго-Восточной Азии.

## Описание
Общая длина представителей этого рода колеблется от 20 до 100 см. Голова средней длины. Глаза маленькие. Зубы игольчатые или зазубренные. Есть 3 пары мясистых усов умеренной длины: 1 пара на верхней челюсти, 2 — на нижней. Спинной плавник у них узкий и высокий, жировой — маленький. Спинной и грудные плавники у этих сомов вооружены острыми зазубренными шипами. Жировой плавник составляет половину длины анального плавника. Хвостовой плавник раздвоенный.

## Образ жизни
Виды этого рода встречаются в морской и солоноватой воде, но заплывают в устья рек, где вода почти пресная. Предпочитают илистые грунты и мутную воду. Питаются водными беспозвоночными и рыбой.

## Виды

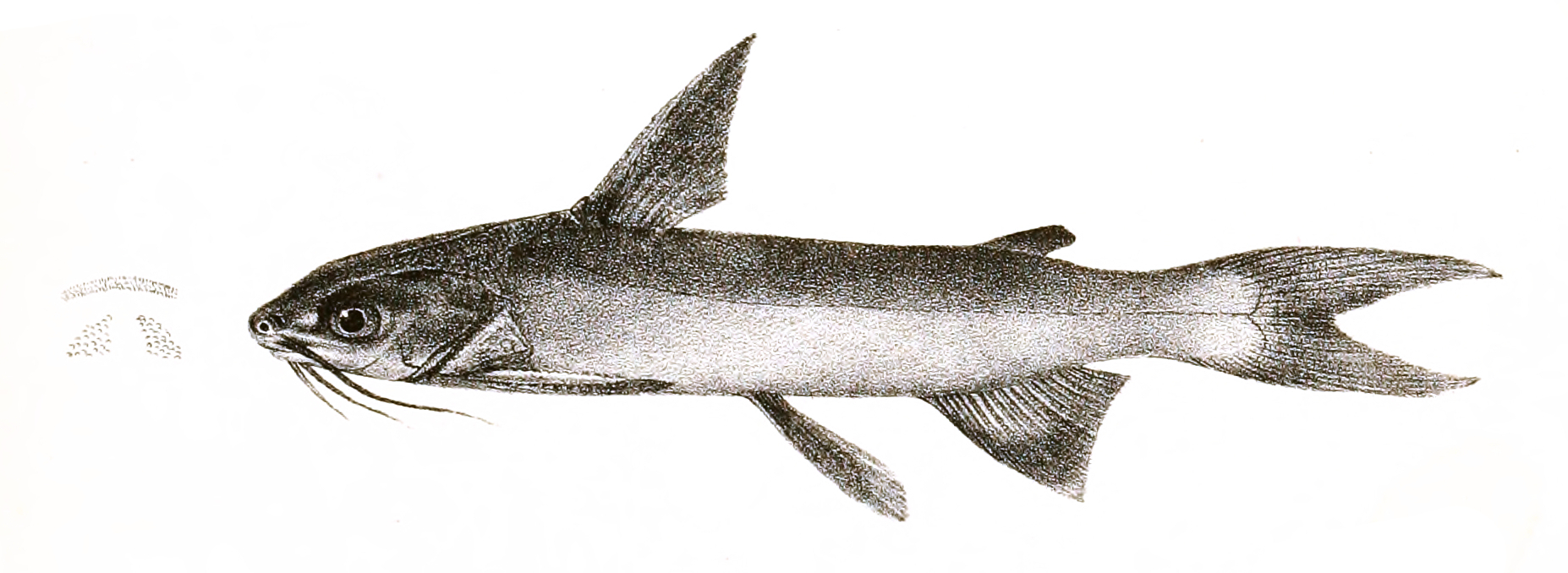
Arius arius

В состав рода включают 23 вида:
- Arius acutirostris
- Arius africanus
- Arius arenarius
- Arius arius — Обыкновенный ариус
- Arius brunellii
- Arius cous
- Arius dispar
- Arius festinus
- Arius gagora
- Arius jella
- Arius latiscutatus
- Arius leptonotacanthus
- Arius macracanthus
- Arius maculatus
- Arius madagascariensis
- Arius malabaricus
- Arius manillensis
- Arius microcephalus
- Arius nudidens
- Arius oetik
- Arius subrostratus
- Arius sumatranus
- Arius uncinatus
- Arius venosus